# Brachynemurus ferox
Brachynemurus ferox är en insektsart som först beskrevs av Walker 1853.  Brachynemurus ferox ingår i släktet Brachynemurus och familjen myrlejonsländor. Inga underarter finns listade i Catalogue of Life.